# Pinon Hills, Kalifornien
Pinon Hills är en ort (CDP) i San Bernardino County, i delstaten Kalifornien, USA. Enligt United States Census Bureau har orten en folkmängd på 7 272 invånare (2010) och en landarea på 83,2 km².